# كايزرليش فيرفت كيل
كونيغليش فيرفت دانزيغ كانت شركة بناء سفن ألمانية تأسست في عام 1867، أولا باسم Königliche Werft Kiel ثم أعيد تسميتها في عام 1871 بإعلان الإمبراطورية الألمانية. إلى جانب كلا من شركتي كونيغليش فيرفت دانزيغ وكايزرليش فيرفت فيلهلمسهافن كانت كايزرليش واحدة من ثلاثة بناء السفن التي أنتجت السفن الحربية للبحرية البروسية والبحرية الإمبراطورية الألمانية التي تلتها. مع نهاية الحرب العالمية الأولى تم إغلاق كايزرليش فيرفت كيل ولكن تم فتح حوض السفن مرة أخرى عندما تم تأسيس دويتشه فيرك وأستخدامها لاحواض الشركة السابقة في عام 1925 (بقيت نشطة حتى عام 1945 وأعيد تنشيطها كحوض لبناء السفن من قبل شركة أتش دي دبليو في عام 1955).